# Hans Beschorner

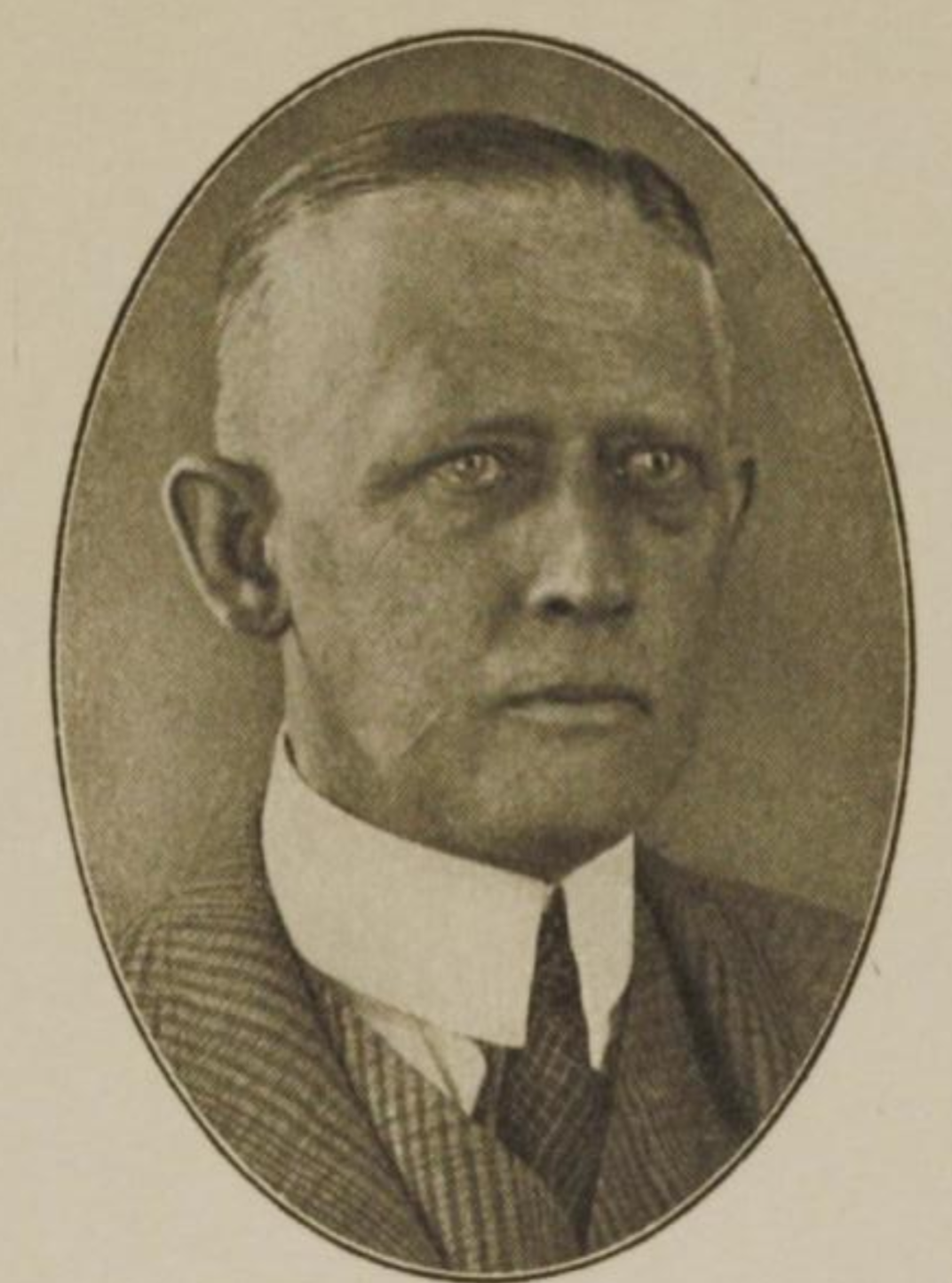
Hans Beschorner

Hans Oskar Beschorner (* 5. April 1872 in Dresden; † 30. Januar 1956 ebenda) war ein deutscher Archivar und Historiker.

## Leben
Er ist der Sohn des königlich-sächsischen Hofrates und HNO-Arztes Oscar Hermann Beschorner und besuchte bis 1891 die Kreuzschule. Ab 1892 studierte er an der Universität Leipzig Geschichte, klassische Philosophie und Geographie. 1893 wurde er im Corps Saxonia Leipzig recipiert. Zwischenzeitlich an der Ludwig-Maximilians-Universität München, wurde er 1896 in Leipzig zum Dr. phil. promoviert. Die Arbeit wurde 1897 gedruckt. Bis 1899 war Beschorner im höheren Schuldienst tätig. Im August d. J. ging er als Archivar an das Hauptstaatsarchiv Dresden. Ab 1928 leitete er es als Direktor. 1937 trat er in den Ruhestand. Hellmut Kretzschmar war sein Nachfolger.
Beschorner befasste sich mit Friedrich III. (Meißen) und Flurnamen. 1932–1934 war er Schriftleiter des Nachrichtenblattes für deutsche Flurnamenkunde und des Sächsischen Flurnamensammlers. Unter seiner Redaktion erschienen von letztgenannter Reihe 1930–1938 vierzehn Hefte. Ihm  ist u. a. die Aufarbeitung der umfangreichen Kartensammlung des Dresdner Archivs zu verdanken.

## Werke
- Das Lehnbuch Friedrichs des Strengen 1349/50. 1903 (Co-Autor Woldemar Lippert)
- Permoser-Studien. von Baensch Stiftung, Dresden 1913
- Matthias Öder und die Landvermessungen seiner Zeit in Deutschland. Mitteilungen des Vereins für Erdkunde Dresden, Band 3 (1924), S. 1–29
- Handbuch der deutschen Flurnamenliteratur, 1928.
- Die Hoflößnitz bei Dresden (Geschichtliche Wanderfahrten, 9)